# Apolychrosis ambogonium
Apolychrosis ambogonium är en fjärilsart som beskrevs av Michael G. Pogue 1986. Apolychrosis ambogonium ingår i släktet Apolychrosis och familjen vecklare. Inga underarter finns listade i Catalogue of Life.